# Camillo Morgan

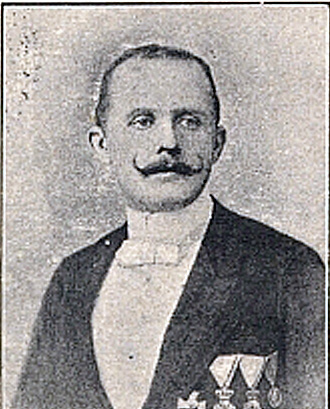
Camillo Morgan (1898)

Camillo Belolawek-Morgan (* 28. Oktober 1860 in Wien; † 28. Dezember 1925 in Wien) war ein österreichischer Jagdschriftsteller.

## Herkunft und Familie
Er wurde als Sohn des Portraitmalers Joseph Morgan-Belolawek geboren, der auch Geheimsekretär der niederländischen Gesandtschaft war.
Camillo Morgan war verheiratet.

## Karriere
Nach dem Besuch des Gymnasiums in Wien studierte er sechs Semester an der K&K Hochschule für Bodenkultur in Mödling. Später studierte er vier Semester Philosophie an der Universität Wien.
Er war Träger des Ordens der Eisernen Krone (III. Klasse).

## Schriftstellerei
Im Alter von 16 Jahren brachte er 1876 seinen ersten Gedichtband auf Anraten von Anastasius Grün und der Dichterin Ada Christen, die auch ein Vorwort schrieben, heraus.
Nach dem 1886 abgeschlossenen Philosophiestudium widmete er sich vorwiegend der Schriftstellerei. Eine zuvor angestrebte militärische Laufbahn scheiterte aufgrund eines Sturzes vom Pferd und den erlittenen Knochenbrüchen kurz vor dem Offiziersexamen.
Seine Reiseberichte, auch als Berichterstatter des Neuen Wiener Tagblatts ab 1886, führten ihn nach Dalmatien, Herzegowina, Serbien, Bulgarien, Albanien, Böhmerwald, Ungarn, Slowakei, Frankreich zu einer Zeit, als die erstgenannten Gebiete noch kaum erschlossen waren. Seine Reiseberichte gaben starke Impulse und führten z. B. zur touristischen Erschließung der dalmatischen Inseln.
Er veröffentlichte über 25 Bücher und zudem eine Vielzahl an Erzählungen, Theaterstücken und Gedichten und schrieb für in- und ausländische Zeitungen. Seit 1894 war er Chefredakteur der von ihm gegründeten Zeitschrift Neues Wiener und Budapester Salonblatt. Camillo Morgan gehörte ein Jahr lang dem Redaktionsverband der Österreichischen Musik- u. Theaterzeitung an. Er leitete auch als Chefredakteur die Österreichisch-ungarische Adelszeitung bis Ende 1891. Zudem war er von 1894 bis 1897 Eigentümer der illustrierten Zeitschrift Österreichische Monatsblätter. 1897 war er Kriegsberichterstatter in Kreta.
Nachdem er 1905 durch Erbschaft zwei Güter erhalten hatte, wandte er sich dem Jagd- und Forstwesen zu und veröffentlichte eine Anzahl an Jagdbüchern und vor allem Jagdromanen, die großen Anklang fanden. In dieser Zeit der Jagdschriftstellerei schrieb er auch viel für die Jagdherrenzeitung Fürs Jagdschloss.
Aufgrund seiner Funktion als Geheimrat des Prinzen Guido von Lusignan in Paris und als Mitglied mehrerer Orden war er gut vernetzt im europäischen Adel, was ihm Zugang zu vielen Jagdrevieren und Ländern gab. So war er befreundet mit Baron Franz von Ruttenstein, dem Sohn Leopold von Sachsen-Coburg und Gotha.

## Werke
- Kleine Blumen, kleine Blätter Gedichte, Wien 1876.
- Die Alraune des Attersees Roman, Wien 1884.
- Das Waldveilchen Schauspiel, Wien 1885.
- König Camille Opernlibrette, Wien 1886.
- Prinz Ludwig Historie, Wien 1887.
- Belolawsky Historie, Wien 1888.
- Machlosyne Bühnenstück, Wien 1888.
- Kreuz u.quer durch Bulgarien Reisebericht, Wien 1889.
- Nassr-Eddin Schah und das moderne Persien Bericht, Wien 1889.
- Totis und sein Theater Studie, Wien 1889.
- Die Glücksgodl Prosa, Wien 1891.
- Aus Jonien Reisebewricht, Wien 1893.
- Lublin u. Nekul, die jüdischen Kammergrafen Historie, Wien 1894.
- Feuilletons über Griechenland Wien 1890.
- Im Redaktionsbüro Prosa, Wien 1897.
- Künstlergeschichten Prosa, Wien 1900.
- Propst Waidfroh - Jägerroman aus dem 15. und 16 Jhdt Wien 1906.
- Aus gejaidfrohen Tagen Jagderzählungen, Wien 1906.
- Die jagdbaren Tiere Mitteleuropas Jagdbeschreibung, Berlin 1906.
- Was die Wildbahn erzählt Jagdgeschichten, Berlin 1907.
- Unseres Thronprinzen und unserer Erzprinzen Waidwerk Jagdhistorie, Wien 1903.
- In den Wildnissen Afrikas Reisebericht, Wien 1908.
- Jagd-Erinnerungen aus Spanien Jagderzählungen, Klagenfurt 1910.
- Dalmatien, Bosnien, Herzegowina, Montenegro und die Ionischen Inseln Griebens Reiseführer Band 161, Berlin 1912
- Dalmatien, seine Grenzländer und Corfu Reisebericht, Berlin 1912.
- In Signo Sancti Huberti Roman, Wien 1913.
- Hadelin: ein Schauspiel in drei Aufzügen Wien 1914.
- Adria nostra! Roman, Sopron 1917.
- Jagden in Heimat und Fremde 3 Teile Stuttgart 1919.
- Gold! Hainburg 1920.
- Der Hund, Monographien unserer Haustiere Wien 1920
- Der Liebestraum Maria Annunciatas Roman, Donauwörth 1921.
- Der kurzhaarige deutsche Vorstehhund" Magdeburg 1924.
- Auf der Waldburg Wien 1924.
- Crna Gora Podgorica 1925.
- Auf der Waldburg Wien 1924.
- Kinder des Helios Wien 1926.